# 上村莉菜
上村 莉菜（うえむら りな、1997年〈平成9年〉1月4日 - ）は、日本のアイドルであり、女性アイドルグループ櫻坂46の元メンバーである。
茨城県牛久市生まれ、千葉県出身。

## 略歴
1997年（平成9年）1月4日、茨城県牛久市で生まれる。幼少期からピアノ、英会話、水泳、テニスを習っていた。小学生の頃、一度は運動部に入部するが、吹奏楽部に転部し、トランペットを担当した。高等学校は家政科に入学し、茶道部に入部する。
2015年（平成27年）8月21日、『鳥居坂46 1期生メンバーオーディション』に合格する。なお、これと同時に、鳥居坂46は欅坂46にグループ名を変更している。
2017年（平成29年）4月5日に発売された欅坂46の4thシングル『不協和音』で、初めてフロントメンバーに選ばれる。
2020年（令和2年）10月14日、自身の所属するグループが欅坂46から櫻坂46に改名した。
2022年（令和4年）4月6日に発売された櫻坂46の4thシングル『五月雨よ』で、櫻坂46の表題曲を歌唱するメンバーに初めて選抜される。同年10月20日、公式サイトにて帰宅途中に階段で転倒し右肘を骨折したことを発表した。当面の間は治療に専念するため、当時開催中だった全国ツアーの一部公演への参加を見送った。
2024年（令和6年）9月17日、櫻坂46からの卒業を発表。10月23日発売の10thシングル『I want tomorrow to come』の活動をもって同期の齋藤冬優花とともに卒業する。同年12月4日、『櫻坂46 10th Single BACKS LIVE!!』を幕張イベントホールにて卒業セレモニーが開催予定であったが、開催直前の12月2日に腰痛により安静が必要として同ライブの出演見合わせと、卒業セレモニーの開催見送りが発表された（同日予定の齋藤冬優花のセレモニーは開催される）。
2025年（令和7年）2月16日、10thシングル『I want tomorrow to come』のオンラインミート＆グリート振替開催分をもって、櫻坂46の活動を終了。

## 人物
身長153.5 cm。血液型O型。愛称は、うえむー。その容姿から、千葉の妖精という愛称も持つ。2歳上の兄と、5歳下の妹がいる。

### 嗜好・趣味
小さい頃からアイドル、特にモーニング娘。が好きで、母親とコンサートを観覧するほどであった。中学2年生の頃にAKB48が流行すると、同グループも好きになったといい、その公式ライバルである乃木坂46についても好きになった。そのほか、ももいろクローバーZ、私立恵比寿中学、=LOVEなど、アイドル全般が好きであると語っている。

### 特技
特技はトランペット。デビュー当時にはグループの冠番組『欅って、書けない?』（テレビ東京）にて特技としてトランペットを披露したものの失敗してしまったため、しばしば「ブハブハ」といじられている。

### 欅坂46・櫻坂46
ペンライトカラーは、    サクラピンク ×     サクラピンク。
前述の通り、幼い頃からアイドルが好きであった。中でも乃木坂46の清楚感に憧れ、『鳥居坂46 1期生メンバーオーディション』に応募したと語っている。オーディションの開催は、自身の母親から聞いたという。
長沢菜々香・土生瑞穂・渡辺梨加・渡邉理佐との「僕たちの戦争」を歌唱するユニット・FIVE CARDS、尾関梨香・小池美波・長沢菜々香・原田葵・米谷奈々未との「バレエと少年」を歌唱するユニット・156（イチコロ）、尾関梨香・長沢菜々香・渡辺梨加との「ごめんねクリスマス」を歌唱するユニット・少女フレンズ、原田葵・井上梨名・藤吉夏鈴・森田ひかるとの「カレイドスコープ」を歌唱するユニットに所属している。

## 作品

### シングル
欅坂46
- サイレントマジョリティー（2016年4月6日、9035/41）- EAN 4988009125916。
- 手を繋いで帰ろうか（2016年4月6日、SRCL-9035/41）- EAN 4988009125916。
- キミガイナイ（2016年4月6日、SRCL-9041）- EAN 4988009125954。
- 世界には愛しかない（2016年8月10日、SRCL-9147/53）- EAN 4988009130811。
- 語るなら未来を…（2016年8月10日、SRCL-9147/52）- EAN 4988009130811。
- 二人セゾン（2016年11月30日、SRCL-9267/73）- EAN 4547366279382。
- 大人は信じてくれない（2016年11月30日、SRCL-9267/73）- EAN 4547366279382。
- 制服と太陽（2016年11月30日、SRCL-9267/8）- EAN 4547366279375。
- 僕たちの戦争（2016年11月30日、SRCL-9271/2）- EAN 4547366279399。
- 不協和音（2017年4月5日、SRCL-9394/402）- EAN 4547366301281。
- W-KEYAKIZAKAの唄（2017年4月5日、SRCL-9394/402）- EAN 4547366301281。
- 風に吹かれても（2017年10月25日、SRCL9581/9）- EAN 4547366331639。
- 避雷針（2017年10月25日、SRCL9585/6）- EAN 4547366331653。
- ガラスを割れ（2018年3月7日、SRCL-9736/44）- EAN 4547366350265。
- もう森へ帰ろうか（2018年3月7日、SRCL-9736/44）- EAN 4547366350265。
- アンビバレント（2018年8月15日、SRCL-9922/30）- EAN 4547366371079。
- Student Dance（2018年8月15日、SRCL-9922/30）- EAN 4547366371079。
- I'm out（2018年8月15日、SRCL-9922/3）- EAN 4547366371079。
- 黒い羊（2019年2月27日、SRCL-9983/91）- EAN 4547366383348。
- Nobody（2019年2月27日、SRCL-9983/4）- EAN 4547366383317。
- ヒールの高さ（2019年2月27日、SRCL-9987/8）- EAN 4547366383331。
- ごめんね クリス（2019年2月27日、SRCL-9989/90）- EAN 4547366383348。
- 誰がその鐘を鳴らすのか（2020年8月21日）

櫻坂46
- 半信半疑（2020年12月9日、SRCL-11620/1）- EAN 4547366481594。
- Buddies（2020年12月9日、SRCL-11626/7）- EAN 4547366481624。
- 偶然の答え（2021年4月14日、SRCL-11748/56）- EAN 4547366498608。
- Microscope（2021年4月14日、SRCL-11752/3）- EAN 4547366498622。
- 櫻坂の詩（2021年4月14日、SRCL-11756）- EAN 4547366498646。
- ソニア（2021年10月13日、SRCL-11920/1）- EAN 4547366524567。
- 無言の宇宙（2021年10月13日、SRCL-11926/7）- EAN 4547366524598。
- 五月雨よ（2022年4月6日、SRCL-12130/8）- EAN 4547366549829。
- I'm in（2022年4月6日、SRCL-12130/1）- EAN 4547366549829。
- 恋が絶滅する日（2022年4月6日、SRCL-12138）- EAN 4547366549867。
- Cool（2023年2月15日、SRCL-12420/8）- EAN 4547366599756。
- 無念（2023年2月15日、SRCL-12420/1）- EAN 4547366599756。
- 魂のLiar（2023年2月15日、SRCL-12424/5）- EAN 4547366599770。
- その日まで（2023年2月15日、SRCL-12428）- EAN 4547366599794。
- Start over!（2023年7月10日、SRCL-12598）- EAN 4547366621723。
- 風の音（2023年7月10日、SRCL-12598）- EAN 4547366621723。
- 一瞬の馬（2023年7月10日、SRCL-12598）- EAN 4547366621723。
- ドローン旋回中（2023年7月10日、SRCL-12598）- EAN 4547366621723。
- 確信的クロワッサン（2023年10月18日、SRCL-12678）- EAN 4547366621723。
- 隙間風よ（2023年10月18日、SRCL-12678）- EAN 4547366621723。
- 油を注せ！（2024年2月21日、SRCL-12790/1）- EAN 4547366663501。

### アルバム
欅坂46
- 真っ白なものは汚したくなる（2017年7月19日、SRCL-9482/8）- EAN 4547366318470。
- 永遠より長い一瞬 〜あの頃、確かに存在した私たち〜（2020年10月7日、SRCL-11510/6）- EAN 4547366450248。

櫻坂46
- As you know?（2022年8月3日、SRCL-12174/9）- EAN 4547366567960。

### 映像作品
- 上村莉菜（2016年4月6日）- EAN 4988009125923。
- 上村莉菜（2016年8月10日）- EAN 4988009130835。
- 上村莉菜（2016年11月30日）- EAN 4547366279399。
- KEYABINGO!（2017年1月27日） - EAN 4988021715010。
- 上村莉菜（2017年4月5日）- EAN 4547366301250。
- 徳山大五郎を誰が殺したか?（2017年6月7日） - EAN 4517331036388。
- グループ発展祈願の旅 〜千葉編〜（2017年10月25日）- EAN 4547366331660。
- 残酷な観客達（2017年11月29日）- EAN 4988021715553。
- KEYABINGO!2（2017年12月22日）- EAN 4988021715522。
- 上村莉菜 自撮りTV（2018年3月7日）- EAN 4547366350265。
- KEYABINGO!3（2018年6月29日）- EAN 4988021715874。
- 上村莉菜×潮紗理菜 自撮りTV（2018年8月15日）- EAN 4547366371086。
- 欅共和国2017（2018年9月26日）- EAN 4547366376791。
- 欅坂46 特典映像「KEYAKI HOUSE」（2019年2月27日）- EAN 4547366383317。
- 欅共和国2018（2019年8月14日）- EAN 4547366417258。
- 欅坂46 LIVE at 東京ドーム 〜ARENA TOUR 2019 FINAL〜（2020年1月29日）- EAN 4547366438758。
- 欅共和国2019（2020年8月12日）- EAN 4547366462937。
- 欅坂46 ANNIVERSARY LIVE Director's Cut Collection（2020年10月7日）- EAN 4547366450224。
- 欅坂46 ARENA TOUR Director's Cut Collection（2020年10月7日）- EAN 4547366450231。
- KEYAKIZAKA46 Live Online, but with YOU!（2020年12月9日）- EAN 4547366481594、EAN 4547366481600。
- 僕たちの嘘と真実 Documentary of 欅坂46（2021年2月3日）- EAN 4988104127983。
- 欅坂46 THE LAST LIVE（2021年3月24日）- EAN 4547366496833。
- 櫻坂46 デビューカウントダウンライブ!!（2021年4月14日）- EAN 4547366498608。
- Making of デビューカウントダウンライブ!!（2021年4月14日）- EAN 4547366498615。
- 上村莉菜×幸阪茉里乃 SAKURA BANASHI 〜いま、話したいこと〜（2021年4月14日）- EAN 4547366498639。
- 上村莉菜×尾関梨香×原田葵 SAKURA MEGURI（2021年10月13日）- EAN 4547366524598。
- Sakurazaka46 1st TOUR 2021 FINAL at さいたまスーパーアリーナ（2022年8月3日）- EAN 4547366567960。
- W-KEYAKI FES. 2021 -DAY1- at 富士急ハイランド コニファーフォレスト（2022年8月3日）- EAN 4547366567977。
- 1st YEAR ANNIVERSARY LIVE 〜with Graduation Ceremony〜（2022年10月19日）- EAN 4547366575187。
- 櫻坂46 RISA WATANABE GRADUATION CONCERT（2022年12月7日）- EAN 4547366588293。
- W-KEYAKI FES. 2022 Director's Cut Collections <DAY1>（2023年2月15日）- EAN 4547366599756。
- W-KEYAKI FES. 2022 Director's Cut Collections <DAY2>（2023年2月15日）- EAN 4547366599763。
- マネージャーのスマホに眠るメンバーの秘蔵動画集<2021年編>（2023年2月15日）- EAN 4547366599770。
- マネージャーのスマホに眠るメンバーの秘蔵動画集<2022年編>（2023年2月15日）- EAN 4547366599787。
- 2nd YEAR ANNIVERSARY 〜Buddies感謝祭〜（2023年7月10日）- EAN 4547366621686、EAN 4547366621693。
- Sakurazaka46 3rd TOUR 2023 TOUR FINAL at 大阪城ホール（2023年10月18日）- EAN 4547366642025、EAN 4547366642032。
- そこ曲がったら、櫻坂？ 田村保乃編（2024年1月24日）- EAN 4547366659078。
- そこ曲がったら、櫻坂？ 藤吉夏鈴編（2024年1月24日）- EAN 4547366659085。
- そこ曲がったら、櫻坂？ 森田ひかる編（2024年1月24日）- EAN 4547366659054。
- そこ曲がったら、櫻坂？ 山﨑天編（2024年1月24日）- EAN 4547366659047。
- そこ曲がったら、櫻坂？ 卒業生編（2024年1月24日）- EAN 4547366659061。
- 海外ライブのついでにゆる～く撮ってきちゃいました！～パリ編～（2024年2月21日）- EAN 4547366663501。
- 海外ライブのついでにゆる～く撮ってきちゃいました！～マレーシア&フィリピン編～（2024年2月21日）- EAN 4547366663518。

## 出演

### テレビドラマ
- 徳山大五郎を誰が殺したか?（2016年7月17日 - 10月2日、テレビ東京） - 上村莉菜 役[27]。
- 残酷な観客達（2017年5月18日 - 7月20日、日本テレビ） - 内村渚 役[28]。